# American dream (album van CSNY)
American dream is het tweede studioalbum van Crosby, Stills, Nash & Young. Het was hun eerste album sinds 4 way street uit 1971.
David Crosby kampte in de jaren tachtig met een zware drugsverslaving. Neil Young beloofde hem te helpen als hij naar een afkickkliniek zou gaan. Crosby wilde graag weer met Young, Stephen Stills en Graham Nash een album opnemen. Crosby, Stills en Nash hadden in juni 1987 al voorbereidingen getroffen in de studio om aan het album te beginnen, maar Young had nog een aantal optredens als soloartiest gepland, waardoor de opnamesessies en ook de uitgave van het album werden uitgesteld. Young toerde in augustus 1987 door de Verenigde Staten in het kader van zijn soloalbum Life. Het management van Crosby, Stills en Nash gaf aan dat de opnames na de zomer van 1987 zouden beginnen en dat het album aan het einde van het jaar zou worden uitgegeven. Atlantic Records gaf het album uiteindelijk in november 1988 uit. Het kwartet ging niet op tournee:

I don't see us working together until everybody is as strong as they can be [...]
— Nash over de keuze om niet op tournee te gaan (omstreeks 1988)

## Liedjes
| 1.                 | American dream         | Neil Young                              | 3:15 |
| 2.                 | Got it made            | Stephen Stills en Neil Young            | 3:15 |
| 3.                 | Name of love           | Neil Young                              | 4:28 |
| 4.                 | Don't say good-bye     | Graham Nash en Joe Vitale               | 4:23 |
| 5.                 | This old house         | Neil Young                              | 4:44 |
| 6.                 | Nighttime for generals | David Crosby en Craig Doerge            | 4:20 |
| 7.                 | Shadowland             | Graham Nash, Rick Ryan en Joe Vitale    | 4:33 |
| 8.                 | Drivin' thunder        | Stephen Stills en Neil Young            | 3:12 |
| 9.                 | Clear blue skies       | Graham Nash                             | 3:05 |
| 10.                | That girl              | Bob Blaub, Stephen Stills en Joe Vitale | 3:27 |
| 11.                | Compass                | David Crosby                            | 5:19 |
| 12.                | Soldiers of peace      | Craig Doerge, Graham Nash en Joe Vitale | 3:43 |
| 13.                | Feel your love         | Neil Young                              | 4:09 |
| 14.                | Night song             | Stephen Stills en Neil Young            | 4:17 |
| Totale duur: 57:13 |                        |                                         |      |

David Crosby · Stephen Stills · Graham Nash · Neil Young